# Piet van Katwijk
Piet van Katwijk (né le 27 février 1950 à Oploo et mort le 24 février 2025) est un coureur cycliste néerlandais.

## Biographie
Professionnel de 1974 à 1983, il a remporté la Milk Race en 1973 et des étapes du Tour de Suisse, du Tour de Belgique, du Tour des Pays-Bas et du Tour de Luxembourg. Il s'est classé troisième de Gand-Wevelgem en 1977 et 1980 et cinquième du Paris-Roubaix 1977. Ses frères Jan et Fons ont également été coureurs professionnels. En 2016, la commune d'Oploo fait ériger un monument en leur honneur.

## Palmarès

### Palmarès amateur
- 1969
  - 7e étape du Tour de Rhénanie-Palatinat
  - 3e du Tour de Gueldre
- 1970
  - 4e étape de l'Olympia's Tour
- 1971
  - 2ea et 7eb étapes de l'Olympia's Tour
  - Enschede-Munster
  - Circuit de la Baronie
  - 2e du Ronde van Oud-Vossemeer
- 1972
  - Tour du Limbourg
  - 2eb étape de l'Olympia's Tour
  - 3e et 5e étapes du Tour d'Autriche
  - 3e étape du Circuit de Flandre zélandaise
  - 2e du Tour d'Overijssel
  - 3e de l'Olympia's Tour
  - 3e du Tour de Drenthe
  - 3e du Tour de Hollande-Septentrionale
- 1973
  - Milk Race :
    - Classement général
    - 2e, 3e et 5e étapes

  - Romsée-Stavelot-Romsée
  - Tour de Hollande-Septentrionale
  - Tour de Gueldre
  - Deux étapes du Tour de Rhénanie-Palatinat

### Palmarès professionnel
| - 1974 - 2e du Tour de Zélande centrale - 3e du Tour de Gueldre - 3e du Circuit de la région frontalière - 3e de Renaix-Tournai-Renaix - 1975 - 3e du Tour de Drenthe - 3e de Harelbeke-Poperinge-Harelbeke - 1976 - 5eb étape du Tour de Belgique - 9ea étape du Tour de Suisse - 5ea étape du Tour de France (contre-la-montre par équipes) - 1977 - Circuit de Flandre orientale - 2e étape du Tour de Luxembourg - 2e étape du Tour des Pays-Bas - 2e du Tour de Zélande centrale - 3e de Gand-Wevelgem - 5e de Paris-Roubaix - 1978 - GP Raleigh - 4e étape des Six Jours du Rhin et de la Gouwe - 3e du championnat des Pays-Bas sur route - 3e du Grote Prijs Dr. Eugeen Roggeman | - 1979 - 3e étape du Tour d'Indre-et-Loire - Circuit des Ardennes flamandes - Ichtegem - 5e étape des Six Jours du Rhin et de la Gouwe - 2e du Circuit de Flandre orientale - 3e des Six Jours du Rhin et de la Gouwe - 5e du Tour des Flandres - 1980 - 6e étape des Six Jours du Rhin et de la Gouwe - 3e de Gand-Wevelgem - 3e du Grand Prix du canton d'Argovie - 10e de Paris-Roubaix - 1982 - 5e étape des Six Jours du Rhin et de la Gouwe - 1983 - 5e étape des Six Jours du Rhin et de la Gouwe |  |

## Résultats sur les grands tours

### Tour de France
3 participations
- 1974 : 102e
- 1976 : hors délais (10e étape), vainqueur de la 5ea étape (contre-la-montre par équipes)
- 1977 : hors délais (17e étape)

### Tour d'Espagne
1 participation
- 1975 : abandon (11eb étape)